# Jezioro Wojnowo
Der Jezioro Wojnowo (deutsch Hessen-See) ist ein See in der Mitte der Gemeinde Miłki (deutsch Milken) im Powiat Giżycki (deutsch Kreis Lötzen) in der polnischen Woiwodschaft Ermland-Masuren.

## Beschreibung

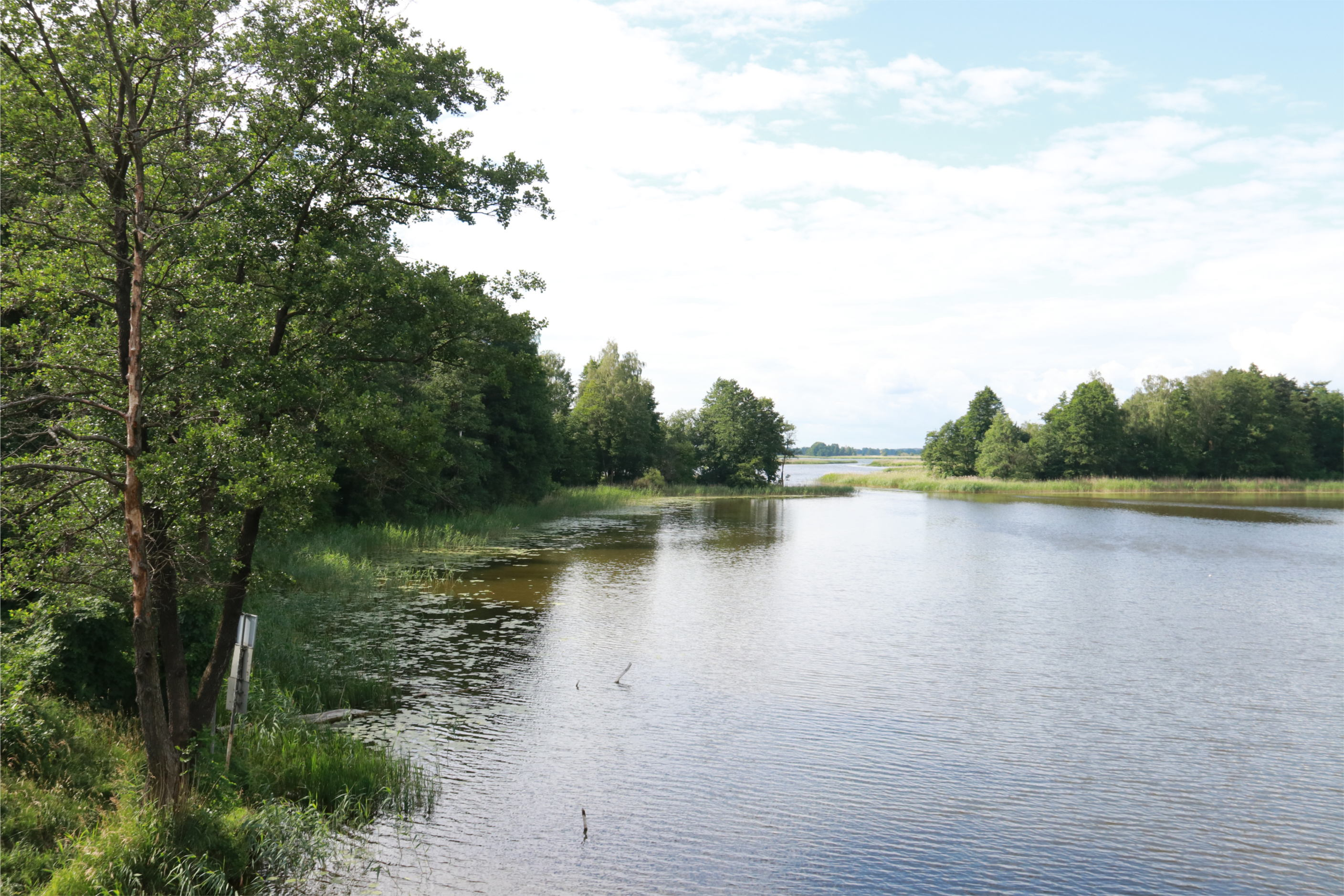
Hessen-See, Fahrrinne Richtung Kleiner Mialk-See, Großer Mialk-See und Löwentin-See

Der See ist ohne Abfluss und hat eine oligotrophe und mesotrophe Ausprägung. Die Ufer des Sees sind teilweise von wilder Vegetation überwuchert. Am Westufer gibt es mehrere Buchten. Der See hat Uferbereiche mit sanften Hügeln, die auf der Ostseite in steile Hänge übergehen. Rund um den See liegen mehrere Waldstücke.
Von Süden ist der Jezioro Wojnowo über den schmalen Wasserlauf Głaźna Struga mit dem Jezioro Buwełno (deutsch Martinshagener See) und von Norden über die Seen Niałk Mały (deutsch Großer Mialk-See) und Niałk Duży (deutsch Kleiner Mialk-See) mit dem Niegocin (deutsch Löwentinsee) verbunden.
Von Osten mündet die Staświnka in den See, die zusammen mit dem Stasswinner Kanal die Stasswinner Wiesen entwässert, ein Überbleibsel des 1834 trockengelegten Stasswinner Sees. Südlich davon mündet der Wobelbach in den See, der den Jezioro Miłkowskie (deutsch Wobel-See) mit dem Jezioro Wojnowo verbindet. Das Dorf Kleszczewo (deutsch Brassendorf) befindet sich am Westufer des Sees, im Norden liegt Ruda und im Osten das Dorf Staświny (deutsch Staßwinnen).

## Wassersport
Durch den See führt eine Kanuroute zum Śniardwy (deutsch Spirdingsee). Zwischen den Seen Buwełno und Tyrkło (deutsch Türkle-See) ist es notwendig, das Boot etwa zwei Kilometer zu transportieren. Eine früher lang geplante schiffbare Verbindung zwischen diesen Seen ist wegen des Höhenunterschieds schwierig. Ferner bildet die geringe Breite des Durchlasses der historischen Brücke über den Głaźna Struga zwischen Wojnowo und Buwełno ein Hindernis.
Der See kann von kleineren Segelbooten befahren werden, er ist jedoch bei Seglern nicht sonderlich populär. In Kleszczewo gibt es einen kleinen Yachthafen.

## Angelsport
Der See enthält folgende Fischarten: Brachsen, Schleien, Rotaugen, Rotfedern, Karpfen, Hechte, Barsche und Aale.

## Unfall

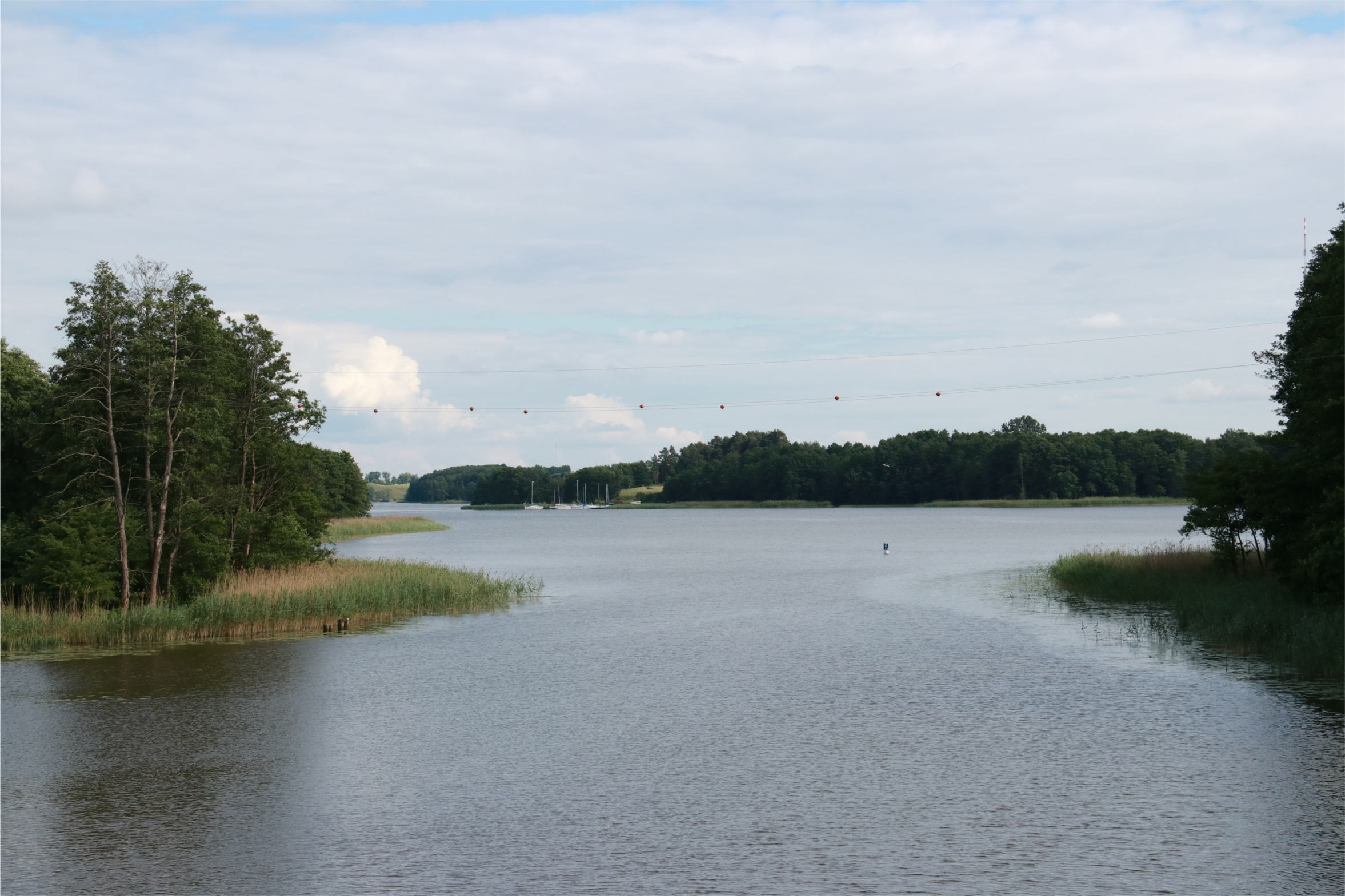
Hessen-See, Blick Richtung Hafen Kleszczewo (deutsch Brassendorf), im Vordergrund die Hochspannungsleitung

Am 27. August 2004 um 19:10 Uhr kam es im Bereich der Landenge zwischen den Seen Niegocin und Wojnowo zu einem Unfall. Eine Yacht vom Typ Pegaz 737 mit einer Masthöhe von etwa zehn Metern mit vier Personen an Bord fuhr mit gelegtem Mast unter der Straßenbrücke Rydzewo–Giżycko hindurch. Obwohl die schiffbare Route noch im Niegocin endet und die Hochspannungsleitung sowohl von der Brückenseite (Schild) als auch vom See her (Boje) gemäß den Vorschriften markiert ist, hatte die Mannschaft der Yacht vermutlich nach der Durchfahrt den Mast zu früh gestellt. Daher hakte der Mast in die in einer Höhe von etwa zehn Meter hängende Hochspannungsleitung ein, die rund 100 Meter nach der Brücke über das Wasser führt. Ein 21-jähriger aus Warschau starb an einem Stromschlag, während ein weiterer mit schweren Verbrennungen ins Krankenhaus kam.